# سرجیو پشه
سرجیو پـِـشه (ایتالیایی: Sergio Pesce؛ ۳ ژوئن ۱۹۱۶ – ۱ دسامبر ۱۹۹۵) فیلم‌بردار اهل ایتالیا بود.
از فیلم‌ها یا مجموعه‌های تلویزیونی که وی در آن‌ها نقش داشته‌است، می‌توان به ده فرمان و ترانه عاشقانه اشاره نمود.